# Pieridae
Los piéridos o piérides (Pieridae) son una extensa familia de lepidópteros glosados del clado Ditrysia. Incluye unos 84 géneros y más de 1100 especies, la mayoría de América tropical y el Sureste asiático, pero no faltan especies en Europa.

## Características
Las especies más comunes se caracterizan por su coloración blanca o amarillo-sulfúrea, a menudo con manchas negras, pero existen especies negras, rojas, anaranjadas y con patrones vistosos y complejos. Presentan dimorfismo sexual, que se observa a menudo en el patrón alar.
Los piéridos tienen la vena radial de las alas anteriores con 3 o 4 ramas, raramente 5. Las patas anteriores de ambos sexos están bien desarrolladas, a diferencia de Nymphalidae, y las uñas tarsales son bífidas a diferencia de Papilionidae.

## Nomenclatura y clasificación
William Swainson emplea el nombre Pieridæ por primera vez en 1820 para distinguir a una familia de mariposas, mencionando algunas especies y géneros que considera característicos de la misma, y luego la delimita más formalmente en 1827.

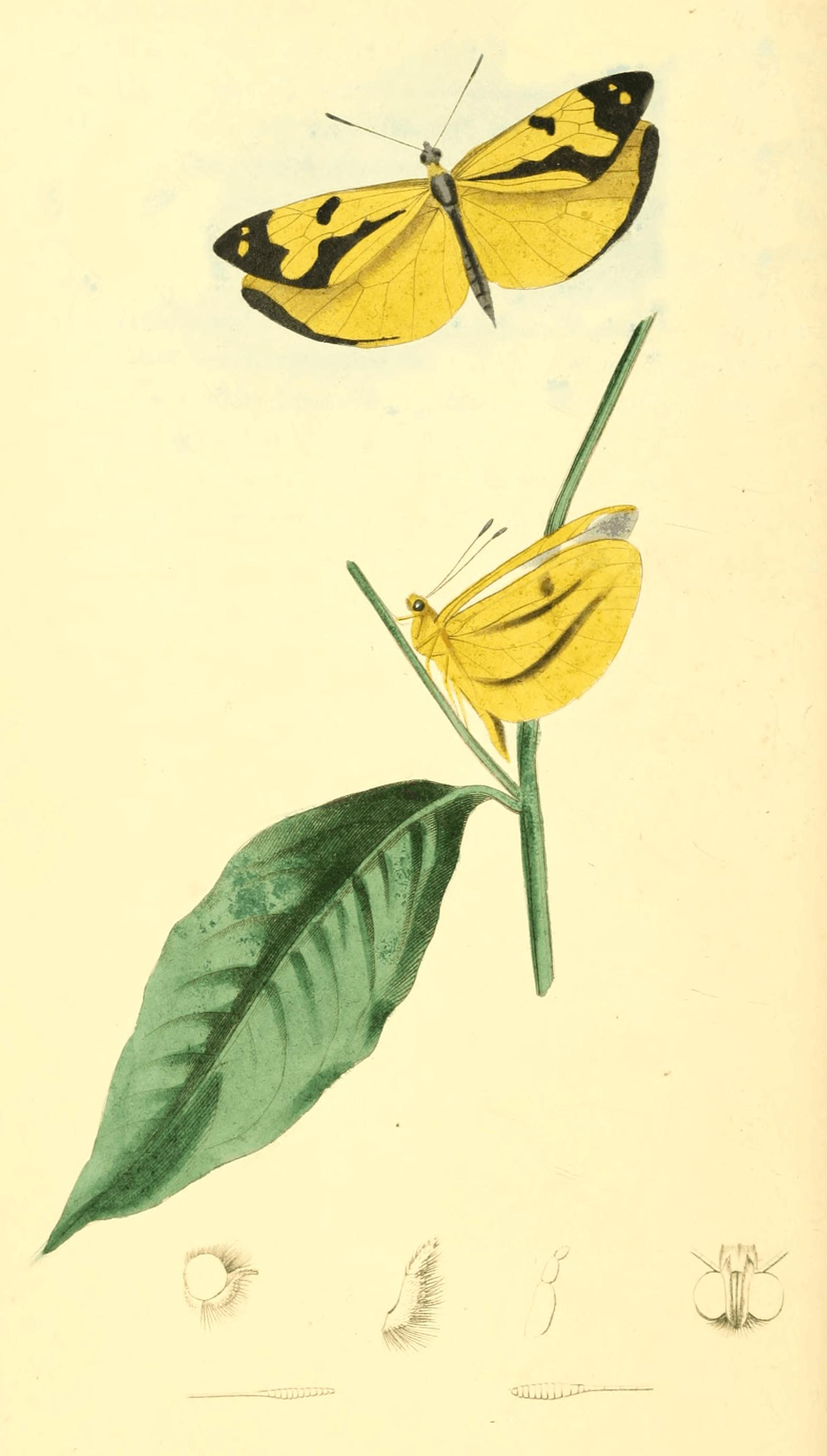
Ilustración original de la obra de Swainson, dónde se menciona por primera vez el nombre Pieridae para una familia de mariposas. En la lámina: Enantia melite, subfamilia Dismorphiinae.

A pesar de ello, el nombre Pieridae se atribuye oficialmente a  Duponchel (1835). Duponchel utiliza el nombre Pierides, tomado de la mitología griega, en los primeros capítulos de su obra (alrededor de 1832),  y luego en forma latinizada como Pieridae en tomos publicados posteriormente (alrededor de 1835).
La familia Pieridae se subdivide en cuatro subfamilias:
- Pseudopontiinae incluye cinco especie de un único género, Pseudopontia, de África occidental.[11]
- Dismorphiinae incluye 7 géneros, la mayoría Neotropicales; se nutren de plantas de la familia Fabaceae.[4]
- Pierinae incluye 55 géneros; se nutren de plantas de las familias Capparidaceae, Brassicaceae, Santalaceae, y Loranthaceae; muchas especies son marcadamente migratorias.[4]
- Coliadinae incluye 14 géneros en los que predominan los colores amarillos o sulfúreos; muchas especies tienen dimorfismo sexual que en ciertos casos es visible sólo bajo la radiación ultravioleta.[4]

## Filogenia y evolución
La posición de la familia Pieridae en el árbol filogenético de las mariposas o superfamilia Papilionoidea todavía no está completamente resuelta. La clasificación tradicional la coloca como el grupo hermano del clado formado por las familias Nymphalidae, Riodinidae y Lycaenidae. Esta posición se fundamenta en caracteres morfológicos generales y diagnósticos, como el desarrollo del primer par de patas, la venación, el tipo de pupa, entre otros. Sin embargo un análisis basado principalmente en evidencia molecular no es concluyente en este respecto, y considera que una ubicación alternativa igualmente probable sería como grupo hermano del clado de Riodinidae y Lycaenidae.
Un análisis de reloj molecular sugiere un origen cretácico para la familia con una edad mínima de 112 a 82 millones de años. Las cuatro subfamilias forman un par de clados hermanos:

|  | Pseudopontiinae |
|  |                 |
|  | Dismorphiinae   |
|  |                 |

|  | Pierinae   |
|  |            |
|  | Coliadinae |
|  |            |

|  | Pseudopontiinae |
|  |                 |
|  | Dismorphiinae   |
|  |                 |

|  | Pierinae   |
|  |            |
|  | Coliadinae |
|  |            |

|  | Pseudopontiinae |
|  |                 |
|  | Dismorphiinae   |
|  |                 |

|  | Pierinae   |
|  |            |
|  | Coliadinae |
|  |            |

|  | Pseudopontiinae |
|  |                 |
|  | Dismorphiinae   |
|  |                 |

|  | Pierinae   |
|  |            |
|  | Coliadinae |
|  |            |

### Especies
- - Abaeis nicippe (Cramer, 1779)  -
- - Anteos clorinde (Godart, 1824)  -
- - Anteos maerula (Fabricius, 1775)  -
- - Anthocharis cethura C. Felder and R. Felder, 1865  -
- - Anthocharis lanceolata Lucas, 1852  -
- - Anthocharis midea (Hübner, 1809)  -
- - Anthocharis sara Lucas, 1852  -
- - Aphrissa orbis (Poey, 1832)  -
- - Aphrissa statira (Cramer, 1777)  -
- - Ascia monuste (Linnaeus, 1764)  -
- - Catasticta nimbice (Boisduval, 1836)  -
- - Colias alexandra W. H. Edwards, 1863  -
- - Colias behrii W. H. Edwards, 1866  -
- - Colias canadensis Ferris, 1982  -
- - Colias christina W. H. Edwards, 1863  -
- - Colias eurytheme Boisduval, 1852  -
- - Colias gigantea Strecker, 1900  -
- - Colias harfordii Hy. Edwards, 1877  -
- - Colias hecla Lefèbvre, 1836  -
- - Colias interior Scudder, 1862  -
- - Colias johanseni Troubridge and Philip, 1990  -
- - Colias meadii W. H. Edwards, 1871  -
- - Colias nastes Boisduval, 1832  -
- - Colias occidentalis Scudder, 1862  -
- - Colias palaeno (Linnaeus, 1761)  -
- - Colias pelidne Boisduval and Le Conte, 1830  -
- - Colias philodice Godart, 1819  -
- - Colias scudderii Reakirt, 1865  -
- - Colias tyche (Böber, 1812)  -
- - Enantia albania (H. Bates, 1864)  -
- - Euchloe ausonides (Lucas, 1852)  -
- - Euchloe creusa (E. Doubleday, 1847)  -
- - Euchloe guaymasensis Opler, 1987  -
- - Euchloe hyantis (W. H. Edwards, 1871)  -
- - Euchloe lotta Beutenmüller, 1898  -
- - Euchloe naina Kozhanchikov, 1923  -
- - Euchloe olympia (W. H. Edwards, 1871)  -
- - Eurema albula (Cramer, 1775)  -
- - Eurema boisduvaliana (C. Felder and R. Felder, 1865)  -
- - Eurema daira (Godart, 1819)  -
- - Eurema mexicana (Boisduval, 1836)  -
- - Eurema salome (C. Felder and R. Felder, 1861)  -
- - Ganyra howarthi (Dixey, 1915)  -
- - Ganyra josephina (Godart, 1819)  -
- - Glutophrissa drusilla (Cramer, 1779)  -
- - Itaballia demophile (Linnaeus, 1763)  -
- - Kricogonia lyside (Godart, 1819)  -
- - Leptophobia aripa (Boisduval, 1836)  -
- - Melete lycimnia (Cramer, 1777)  -
- - Nathalis iole Boisduval, 1836  -
- - Neophasia menapia (C. Felder and R. Felder, 1859)  -
- - Neophasia terlooii Behr, 1869  -
- - Phoebis agarithe (Boisduval, 1836)  -
- - Phoebis argante (Fabricius, 1775)  -
- - Phoebis neocypris (Hübner, 1823)  -
- - Phoebis philea (Linnaeus, 1763)  -
- - Phoebis sennae (Linnaeus, 1758)  -
- - Pieriballia viardi (Boisduval, 1836)  -
- - Pieris angelika Eitschberger, 1984  -
- - Pieris brassicae (Linnaeus, 1758)  -
- - Pieris marginalis Scudder, 1861  -
- - Pieris napi (Linnaeus, 1758)  -
- - Pieris oleracea (T. Harris, 1829)  -
- - Pieris rapae (Linnaeus, 1758)  -
- - Pieris virginiensis W. H. Edwards, 1870  -
- - Pontia beckerii (W. H. Edwards, 1871)  -
- - Pontia occidentalis (Reakirt, 1866)  -
- - Pontia protodice (Boisduval and Le Conte, 1830)  -
- - Pontia sisymbrii (Boisduval, 1852)  -
- - Pyrisitia dina (Poey, 1832)  -
- - Pyrisitia lisa (Boisduval and Le Conte, 1830)  -
- - Pyrisitia messalina (Fabricius, 1787)  -
- - Pyrisitia nise (Cramer, 1775)  -
- - Pyrisitia proterpia (Fabricius, 1775)  -
- - Zerene cesonia (Stoll, 1790)  -
- - Zerene eurydice (Boisduval, 1855)  -

```
 div col end    
```

### Subespecies
- Anthocharis cethura catalina Meadows, 1937
- Anthocharis cethura cethura C. Felder and R. Felder, 1865
- Anthocharis cethura hadromarmorata J. Emmel, T. Emmel and Mattoon in T. Emmel, 1998
- Anthocharis cethura mojavensis J. Emmel, T. Emmel and Mattoon in T. Emmel, 1998
- Anthocharis cethura morrisoni W. H. Edwards, 1881
- Anthocharis cethura pima W. H. Edwards, 1888
- Anthocharis lanceolata australis (F. Grinnell, 1908)
- Anthocharis lanceolata desertolimbus J. Emmel, T. Emmel and Mattoon in T. Emmel, 1998
- Anthocharis lanceolata lanceolata Lucas, 1852
- Anthocharis midea annickae dos Passos and Klots, 1969
- Anthocharis midea midea (Hübner, 1809)
- Anthocharis midea texana Gatrelle, 1998
- Anthocharis sara alaskensis Gunder, 1932
- Anthocharis sara browningi Skinner, 1906
- Anthocharis sara flora W. G. Wright, 1892
- Anthocharis sara gunderi Ingham, 1933
- Anthocharis sara inghami Gunder, 1932
- Anthocharis sara julia W. H. Edwards, 1872
- Anthocharis sara pseudothoosa Austin in T. Emmel, 1998
- Anthocharis sara sara Lucas, 1852
- Anthocharis sara stella W. H. Edwards, 1879
- Anthocharis sara sulfuris Pelham, 2008
- Anthocharis sara thoosa (Scudder, 1878)
- Aphrissa orbis orbis (Poey, 1832)
- Aphrissa statira floridensis (Neumoegen, 1891)
- Aphrissa statira statira (Cramer, 1777)
- Ascia monuste eubotea (Godart, 1819)
- Ascia monuste monuste (Linnaeus, 1764)
- Ascia monuste phileta (Fabricius, 1775)
- Catasticta nimbice nimbice (Boisduval, 1836)
- Colias alexandra alexandra W. H. Edwards, 1863
- Colias alexandra altamont Kondla and Kohler, 2006
- Colias alexandra altiplano M. Fisher and Scott, 2006
- Colias alexandra apache Ferris, 1988
- Colias alexandra astraea W. H. Edwards, 1872
- Colias alexandra columbiensis Ferris, 1973
- Colias alexandra edwardsii W. H. Edwards, 1870
- Colias alexandra pseudocolumbiensis C. Guppy and J. Shepard, 2001
- Colias christina christina W. H. Edwards, 1863
- Colias christina kluanensis Ferris, 1981
- Colias christina krauthii Klots, 1935
- Colias christina pseudochristina Ferris, 1989
- Colias christina sacajawea Kohler, 2006
- Colias christina sullivani Hammond and McCorkle, 2003
- Colias gigantea gigantea Strecker, 1900
- Colias gigantea harroweri Klots, 1940
- Colias gigantea mayi F. Chermock and R. Chermock, 1940
- Colias hecla aquilonaris Grum-Grshimailo, 1900
- Colias hecla hecla Lefèbvre, 1836
- Colias hecla hela Strecker, 1880
- Colias meadii elis Strecker, 1885
- Colias meadii lemhiensis N. Curtis and Ferris, 1985
- Colias meadii meadii W. H. Edwards, 1871
- Colias nastes aliaska O. Bang-Haas, 1927
- Colias nastes dezhnevi Korshunov, 1995
- Colias nastes ferrisi Verhulst, 2004
- Colias nastes moina Strecker, 1880
- Colias nastes nastes Boisduval, 1832
- Colias nastes streckeri Grum-Grshimailo, 1895
- Colias occidentalis chrysomelas Hy. Edwards, 1877
- Colias occidentalis occidentalis Scudder, 1862
- Colias palaeno baffinensis Ebner and Ferris, 1978
- Colias palaeno chippewa W. H. Edwards, 1870
- Colias pelidne pelidne Boisduval and Le Conte, 1830
- Colias pelidne skinneri W. Barnes, 1897
- Colias philodice eriphyle W. H. Edwards, 1876
- Colias philodice philodice Godart, 1819
- Colias philodice vitabunda Hovanitz, 1943
- Colias tyche boothii J. Curtis, 1835
- Colias tyche olga Churkin, Grieshuber, Bogdanov and Zamolodchikov, 2001
- Colias tyche thula Hovanitz, 1955
- Enantia albania albania (H. Bates, 1864)
- Euchloe ausonides ausonides (Lucas, 1852)
- Euchloe ausonides coloradensis (Hy. Edwards, 1881)
- Euchloe ausonides insulanus C. Guppy and J. Shepard, 2001
- Euchloe ausonides mayi F. Chermock and R. Chermock, 1940
- Euchloe ausonides ogilvia Back, 1991
- Euchloe ausonides palaeoreios K. Johnson, 1976
- Euchloe ausonides transmontana Austin and J. Emmel in T. Emmel, 1998
- Euchloe creusa creusa (E. Doubleday, 1847)
- Euchloe hyantis andrewsi Martin, 1958
- Euchloe hyantis hyantis (W. H. Edwards, 1871)
- Euchloe naina jakutia Back, 1991
- Eurema albula celata (R. Felder, 1869)
- Eurema daira daira (Godart, 1819)
- Eurema daira eugenia (Wallengren, 1860)
- Eurema daira palmira (Poey, 1852)
- Eurema daira sidonia (R. Felder, 1869)
- Eurema mexicana mexicana (Boisduval, 1836)
- Eurema salome jamapa (Reakirt, 1866)
- Ganyra josephina josepha (Salvin and Godman, 1868)
- Glutophrissa drusilla neumoegenii (Skinner, 1894)
- Glutophrissa drusilla tenuis (Lamas, 1981)
- Itaballia demophile centralis Joicey and Talbot, 1928
- Leptophobia aripa elodia (Boisduval, 1836)
- Melete lycimnia isandra (Boisduval, 1836)
- Neophasia menapia magnamenapia Austin in T. Emmel, 1998
- Neophasia menapia melanica Scott, 1981
- Neophasia menapia menapia (C. Felder and R. Felder, 1859)
- Neophasia menapia tau (Scudder, 1861)
- Neophasia menapia tehachapina J. Emmel, T. Emmel and Mattoon in T. Emmel, 1998
- Phoebis agarithe agarithe (Boisduval, 1836)
- Phoebis agarithe fisheri (Hy. Edwards, 1883)
- Phoebis agarithe maxima (Neumoegen, 1891)
- Phoebis argante argante (Fabricius, 1775)
- Phoebis neocypris virgo (Butler, 1870)
- Phoebis philea philea (Linnaeus, 1763)
- Phoebis sennae marcellina (Cramer, 1777)
- Phoebis sennae sennae (Linnaeus, 1758)
- Pieriballia viardi viardi (Boisduval, 1836)
- Pieris marginalis castoria Reakirt, 1866
- Pieris marginalis guppyi Eitschberger, 1984
- Pieris marginalis hulda W. H. Edwards, 1869
- Pieris marginalis marginalis Scudder, 1861
- Pieris marginalis meckyae Eitschberger, 1984
- Pieris marginalis mogollon Burdick, 1942
- Pieris marginalis pallidissima W. Barnes and McDunnough, 1916
- Pieris marginalis pseudobryoniae Fruhstorfer, 1909
- Pieris marginalis pseudonapi W. Barnes and McDunnough, 1916
- Pieris marginalis reicheli Eitschberger, 1984
- Pieris marginalis sequoia J. Emmel, T. Emmel and Mattoon in T. Emmel, 1998
- Pieris marginalis shapiroi Eitschberger, 1984
- Pieris marginalis tremblayi Eitschberger, 1984
- Pieris marginalis venosa Scudder, 1861
- Pieris marginalis zeigleri Eitschberger, 1991
- Pieris oleracea frigida Scudder, 1861
- Pieris oleracea oleracea (T. Harris, 1829)
- Pieris rapae rapae (Linnaeus, 1758)
- Pieris virginiensis hyatti Eitschberger, 1984
- Pieris virginiensis virginiensis W. H. Edwards, 1870
- Pontia occidentalis nelsoni (W. H. Edwards, 1883)
- Pontia occidentalis occidentalis (Reakirt, 1866)
- Pontia sisymbrii beringiensis C. Guppy and Kondla, 2001
- Pontia sisymbrii elivata (W. Barnes and Benjamin, 1926)
- Pontia sisymbrii flavitincta (J. A. Comstock, 1924)
- Pontia sisymbrii nigravenosa Austin and J. Emmel in T. Emmel, 1998
- Pontia sisymbrii nordini (K. Johnson, 1977)
- Pontia sisymbrii sisymbrii (Boisduval, 1852)
- Pontia sisymbrii transversa R. Holland, 1995
- Pyrisitia dina helios (D. Bates, 1934)
- Pyrisitia dina westwoodii (Boisduval, 1836)
- Pyrisitia lisa centralis (Herrich-Schäffer, 1865)
- Pyrisitia lisa lisa (Boisduval and Le Conte, 1830)
- Pyrisitia nise nelphe (R. Felder, 1869)
- Pyrisitia nise nise (Cramer, 1775)
- Zerene cesonia cesonia (Stoll, 1790)

|}

## Diversidad y biogeografía
La mayor riqueza de especies se encuentra en la región Oriental (si se consideran al sudeste asiático o Región Indomalaya y Australasia) con un 30.2% del total, seguida del Neotrópico con 28.8%. Sin embargo más del 90% de las especies orientales pertenecen a una única subfamilia (Pierinae), mientras que en la región Neotropical los Dismorphiinae y Coliadinae representan 17 y 16 %, respectivamente.
| Subfamilia      | Neártico | Neotrópico | Afrotrópico | Oriental | Paleártico | Otras |
| --------------- | -------- | ---------- | ----------- | -------- | ---------- | ----- |
| Dismorphiinae   | 1        | 49         |             |          | 7          |       |
| Pseudopontiinae |          |            | 5           |          |            |       |
| Coliadinae      | 32       | 46         | 8           | 25       | 52         | 13    |
| Pierinae        | 19       | 193        | 141         | 277      | 80         | 25    |

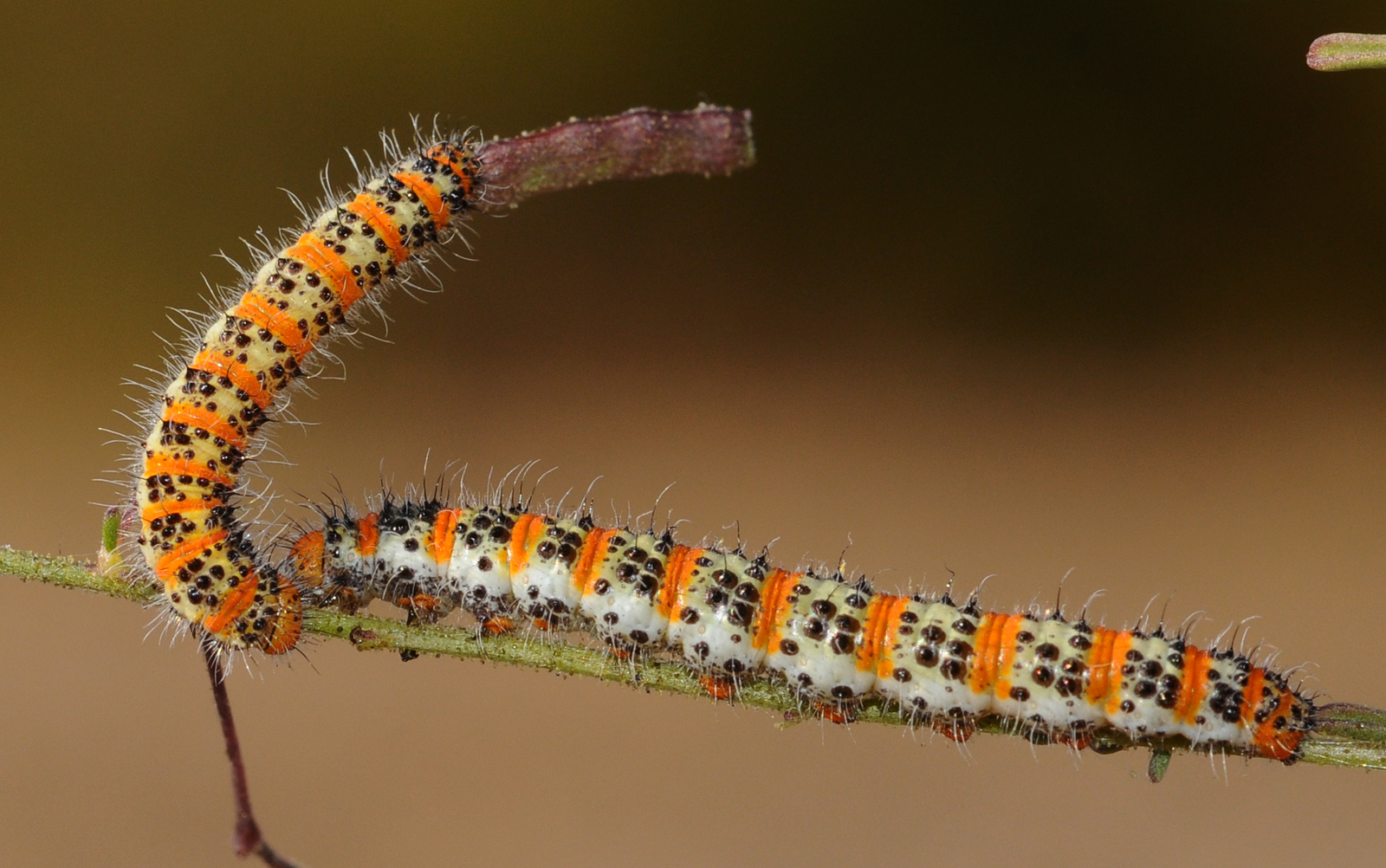
Pontia chloridice, oruga
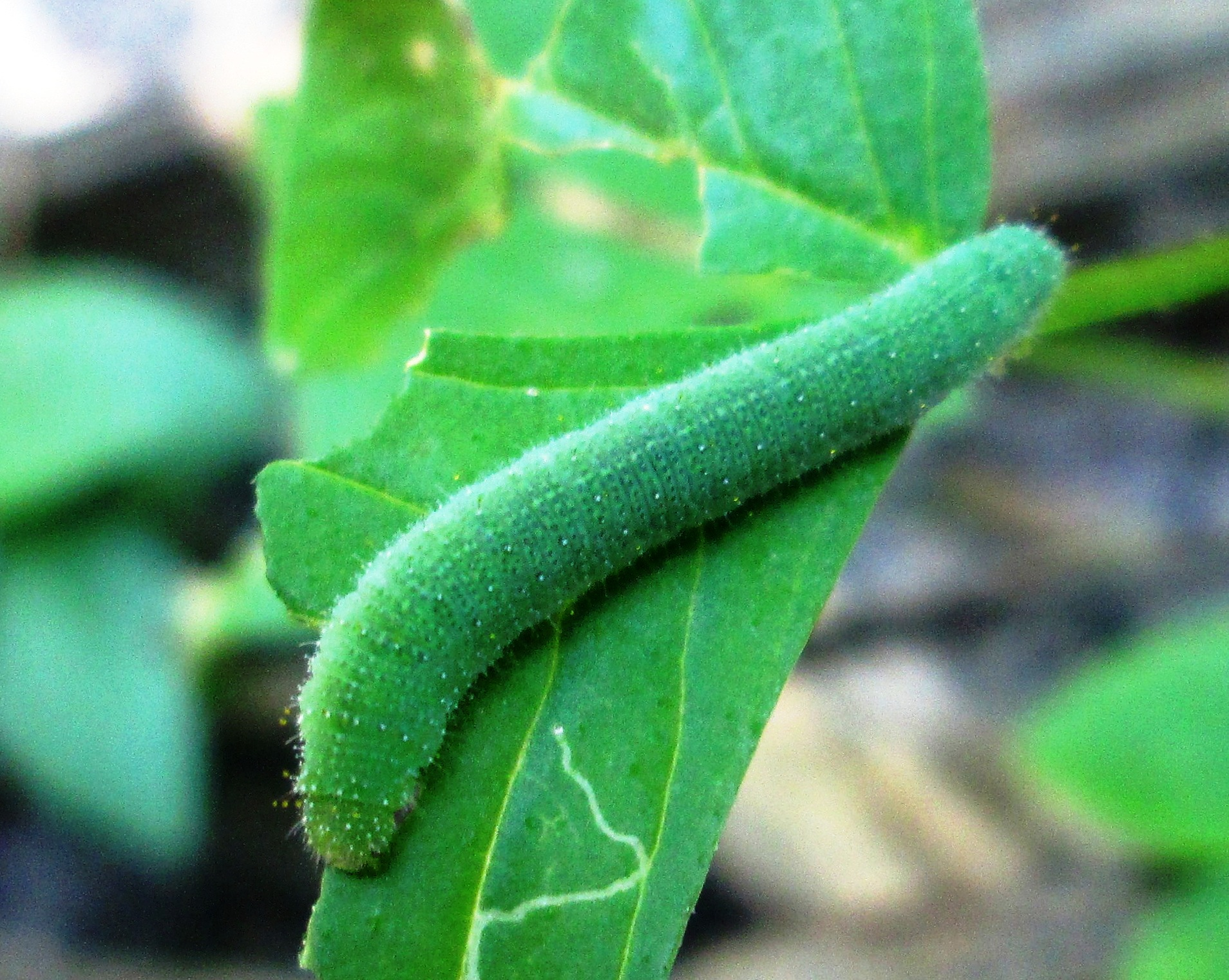
Leptosia nina, oruga
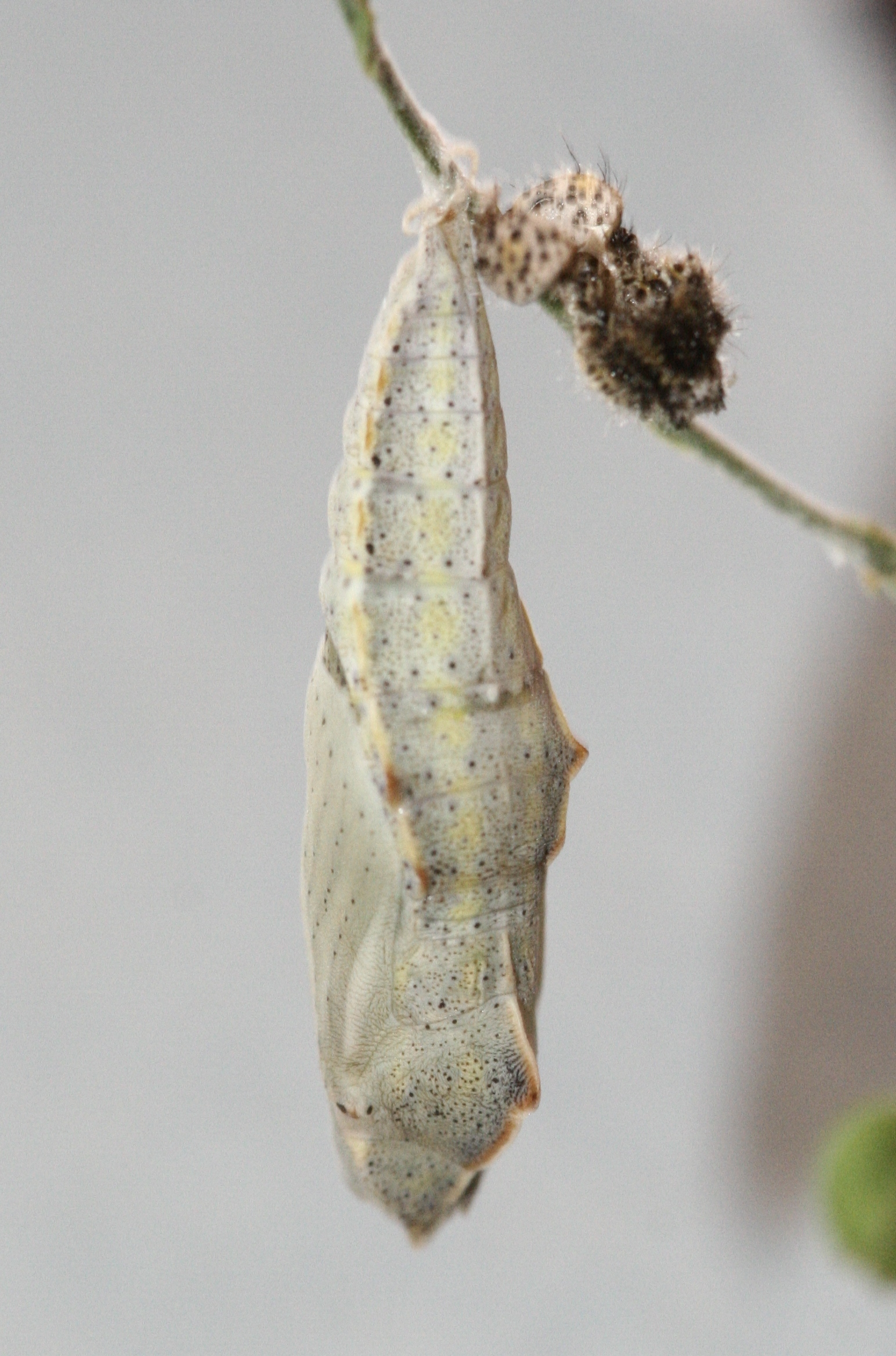
Pontia protodice, pupa
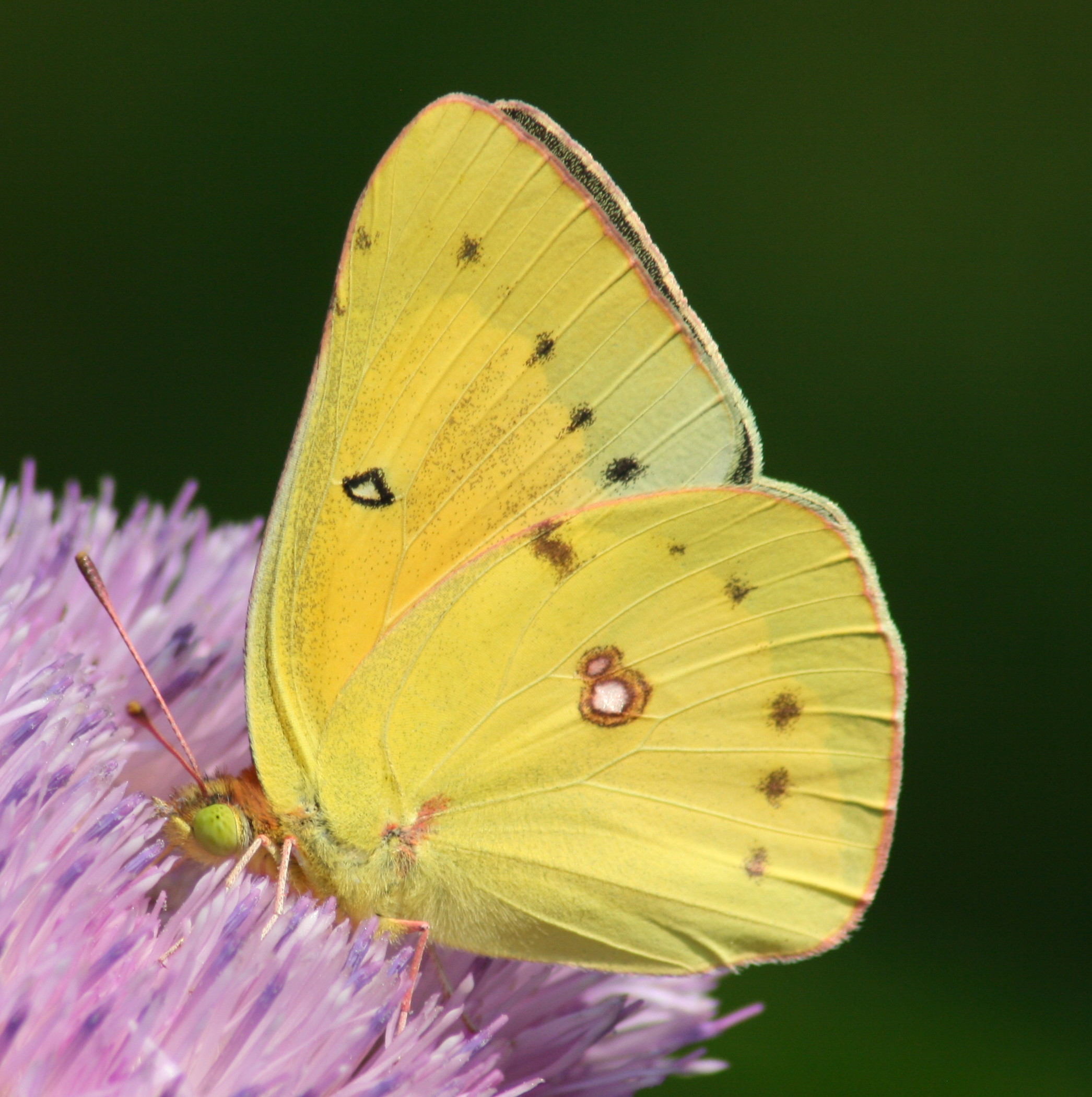
Colias philodice
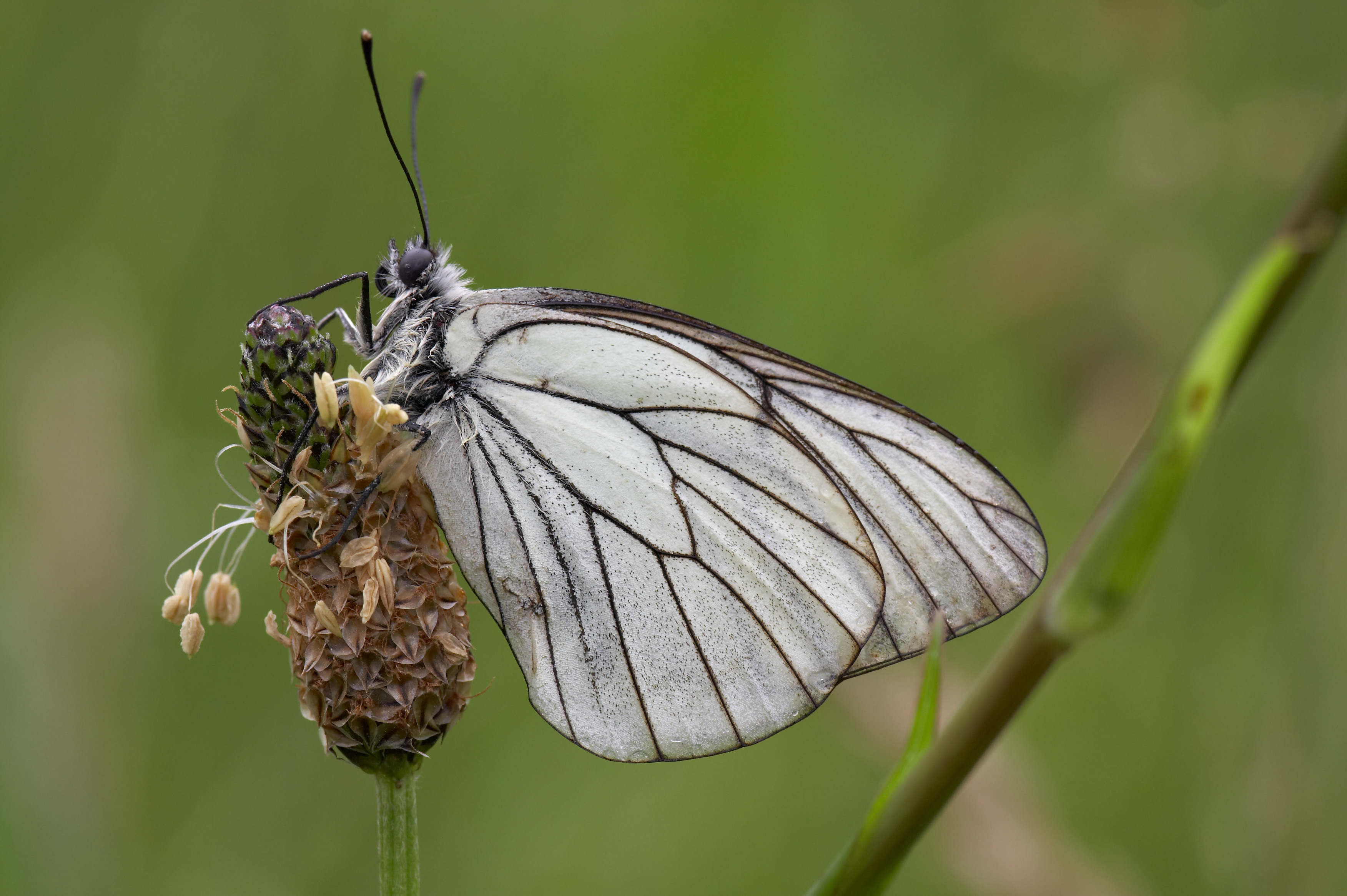
Aporia crataegi
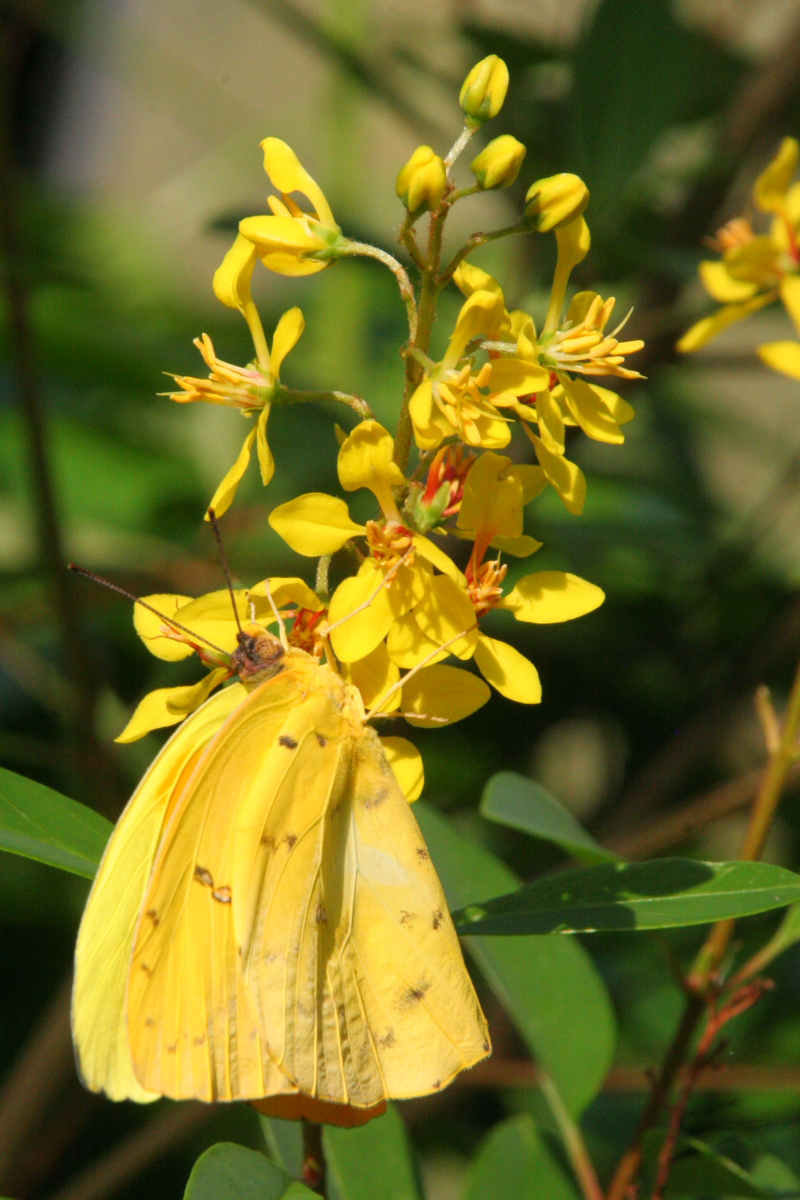
Phoebis sennae
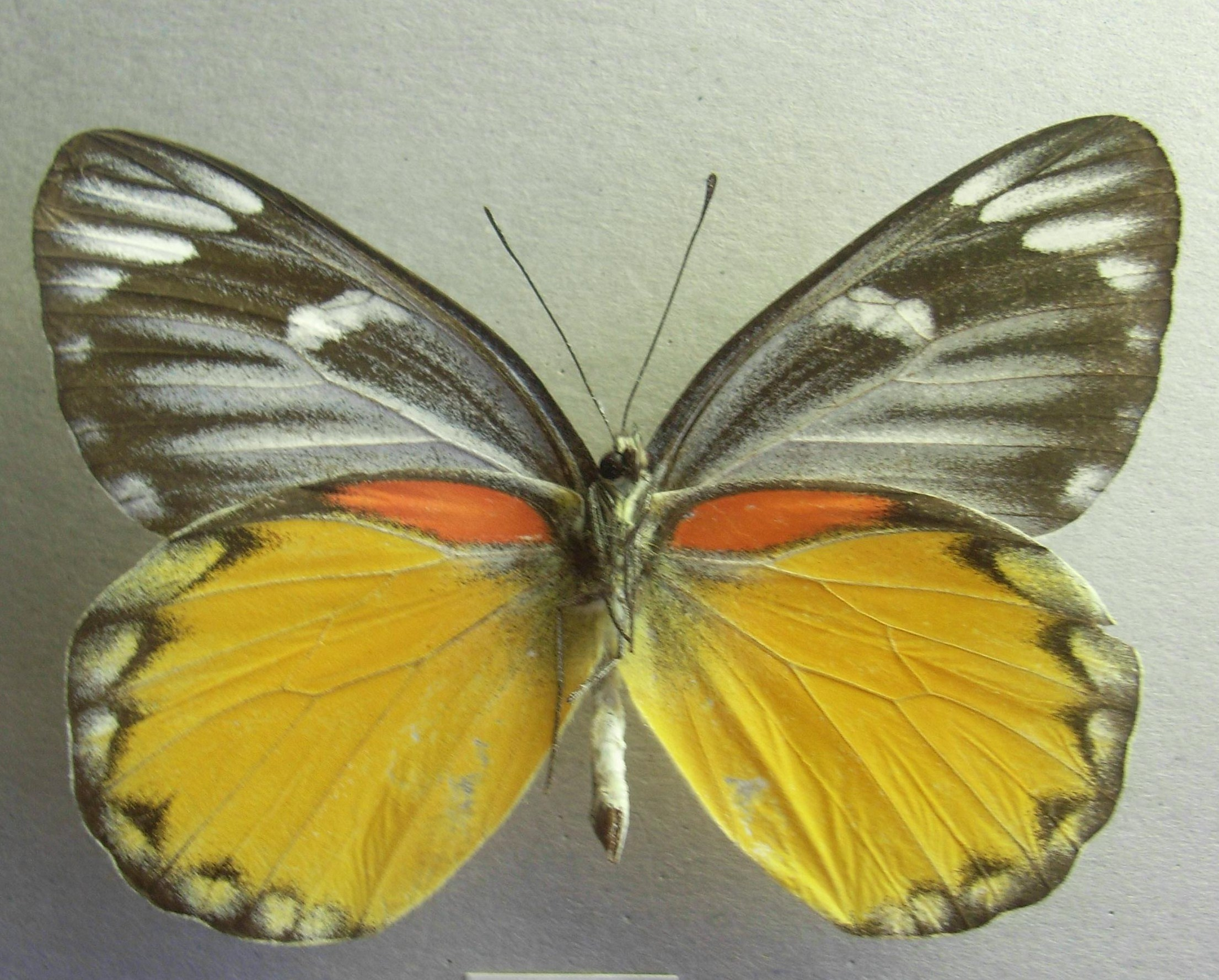
Delias descombesi
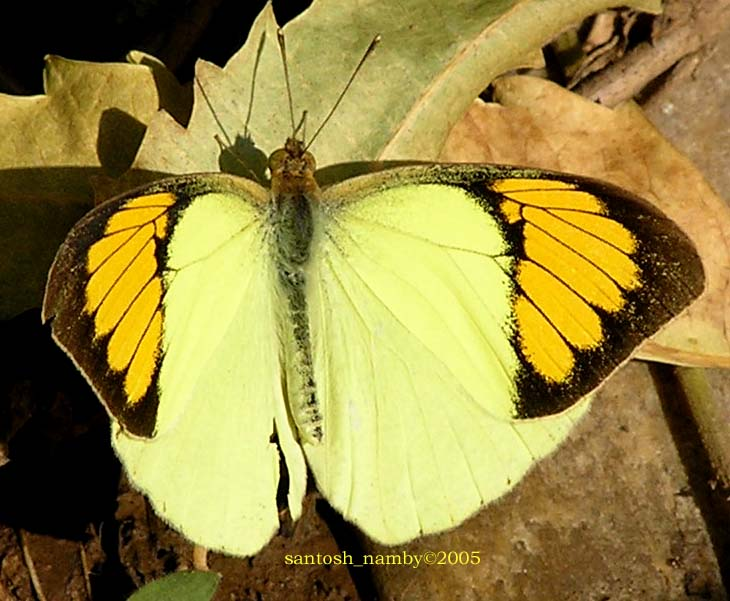
Ixias pyrene

## Historia natural
Las larvas de la mayoría de las especies se alimentan de plantas de tres órdenes distintos: al menos 202 especies se alimentan de Brassicales (crucíferas o Brassicaceae y familias relacionadas con glucósidos de aceite de mostaza), 136 especies se alimentan de Fabales (leguminosas, mimosas, acacias, etc.), y otras 84 se han reportado en Santalales (algunas familias de plantas parásitas), pero también se han reportado numerosas especies de plantas de al menos 31 órdenes distintos.
Los machos de muchas especies se congregan en lugares con barro (mud-puddling) para absorber las sales del sustrato húmedo.
Como los papiliónidos también penden sus pupas en ángulo mediante una faja de seda, pero desde el primer segmento abdominal a diferencia de la faja torácica propia de los Papilionidae.

## Importancia
Muchas especies de la familia son visitantes frecuentes de flores y pueden contribuir a la polinización de diversas especies vegetales. Algunas especies son consideradas plagas para la agricultura, como por ejemplo Ascia monuste y Leptophobia aripa que atacan el repollo Brassica oleracea var. viridis.